# Club Balonmano Castro Urdiales
El Club Balonmano Castro Urdiales o Club Deportivo Balonmano Castro AA es un equipo español de balonmano de la ciudad de Castro-Urdiales, que tiene sección femenina participando en la 1ª División Nacional. Esta sección llegó a ascender en 2007 a la máxima categoría nacional, la División de Honor de balonmano femenino.

## Historia
Se fundó como club de balonmano masculino en los años sesenta, pero su sección femenina se creó en 1996. En 2005 Juan Escudero se hizo cargo del equipo, y el equipo disputó la fase de ascenso en tres ocasiones, hasta conseguir el ascenso a División de Honor de balonmano femenino en 2007. Al año siguiente disputó la Liga ABF 2007-08, pero solo pudo ganar 4 partidos y empatar 3, para finalizar en penúltimo lugar con 11 puntos, por los 15 del Farho Gijón.
En la temporada 2008-09 volvió a ascender a la máxima división femenina junto al Marina Park de Santander. Disputó la Liga ABF 2009-10, finalizando en décima posición con 21 puntos, lejos de los 12 puntos que tuvo el Gijón, penúltimo clasificado, que descendió de división. Al año siguiente finalizó la liga en octavo lugar con 22 puntos tras conseguir 8 victorias, muy por encima del descenso de división. Para la Liga ABF 2011-12 el equipo terminó en duodécimo lugar con seis victorias y 14 puntos, por encima del Kukullaga Etxebarri, que descendió con 11 puntos.
Tras terminar la Liga ABF 2012-13, el club anunció que renunciaba a disputar la División de Plata, después de haber terminado la liga en última posición con tan solo una victoria. Con una deuda de 200.000 euros, denuncias de exjugadoras y sin completar su plantilla, la directiva decidió dimitir en junio de 2013. Según el presidente del club, la Junta Directiva había conseguido en sus cuatro años de mandato reducir la deuda del club en 50.000 euros, pero la solución para saldar la deuda pasaba por descender y dar más importancia a las categorías base.

## Palmarés
| Competición                             | Títulos            | Subcampeonatos |
| --------------------------------------- | ------------------ | -------------- |
| Primera División Interterritorial (1/0) | 2015-16.           |                |
| Segunda División Territorial (1/0)      | 1997-98.           |                |
| Memorial Marta Ruiz (2/0)               | 2012-13 y 2013-14. |                |
| Copa Cantabria Juvenil (2/0)            | 2004-05 y 2009-10. |                |